# AppleVision Display
Het AppleVision Display is een serie van professionele CRT-beeldschermen ontworpen, gefabriceerd en verkocht door Apple Computer vanaf augustus 1995. Na het uitbrengen van deze serie werd de bestaande Apple Multiple Scan Display-serie  geherpositioneerd naar de consumentenmarkt. Eind 1997 werd het AppleVision Display hernoemd naar ColorSync Display om de natuurgetrouwe kleurweergavemogelijkheden van de beeldschermen te onderstrepen. De ColorSync-serie werd begin 1999 opgevolgd door de Apple Studio Display-serie.

## Modellen

### AppleVision

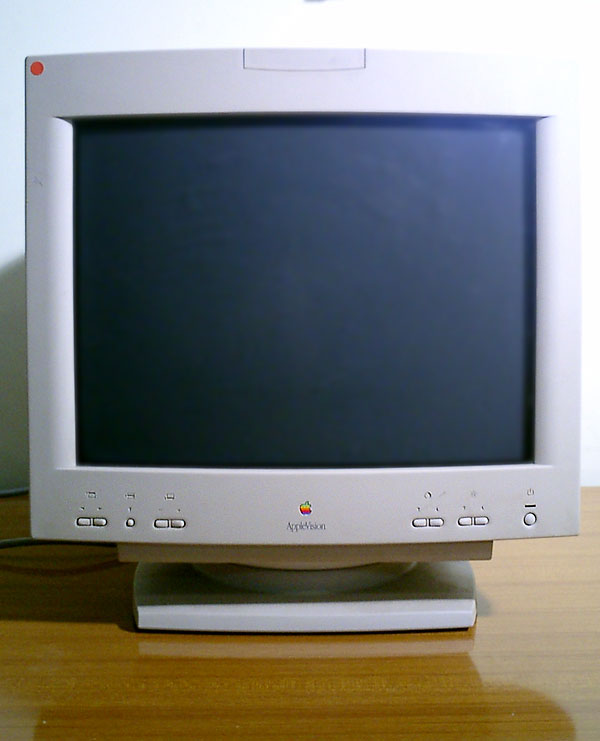
AppleVision 1710 Display

Het eerste computerscherm uit de AppleVision-serie kwam in augustus 1995 op de markt. Het AppleVision 1710AV Display werd samen met de tweede generatie Power Macintosh (de PCI-gebaseerde Power Macintosh 7200, 7500 en 8500) geïntroduceerd en heeft een Trinitron-beeldbuis van 17 inch (43 cm) met een maximale resolutie van 1280×1024 pixels. Verder beschikt het scherm over twee ADB-poorten, twee ingebouwde stereo-luidsprekers, een ingebouwde microfoon, een koptelefoonaansluiting en een video-in-poort. Het scherm wordt op de computer aangesloten met twee kabels: een gecombineerde DB-15/ADB-kabel en een audiokabel. De ADB-verbinding is nodig om de AppleVision-software in Mac OS te laten communiceren met het scherm. De audiokabel verbindt de microfoon en de luidsprekers met de computer. De luidsprekers van het scherm worden automatisch gedempt wanneer een koptelefoon ingeplugd wordt.
In december 1995 werd het AppleVision 1710 Display geïntroduceerd. Dit was een goedkopere versie van het AppleVision 1710AV Display zonder de multimediamogelijkheden.
In mei 1997 werd de serie uitgebreid met twee nieuwe modellen. Het AppleVision 850 Display heeft een Trinitron-beeldbuis van 20 inch (51 cm) met een maximale resolutie van 1600×1200 pixels en twee ADB-poorten. Het AppleVision 850AV Display is een 20 inch-model met uitgebreide multimediamogelijkheden zoals ingebouwde luidsprekers met surroundsound, microfoon en koptelefoonaansluiting.
De twee 17 inch-modellen werden in augustus 1997 opgevolgd door respectievelijk het AppleVision 750AV Display en het AppleVision 750 Display, die samen met de Power Macintosh 8600 en 9600 geïntroduceerd werden. Beide beeldschermen hadden dezelfde specificaties als hun voorgangers.

### ColorSync
In november 1997 werden het Apple 17-inch ColorSync Display en het Apple 20-inch ColorSync Display uitgebracht samen met de beige Power Macintosh G3-modellen. Dit waren in feite de AppleVision 750 en 850 beeldschermen met een nieuwe naam.
De AV-varianten van de Applevision beeldschermen werden in maart 1998 hernoemd naar Apple 17-inch ColorSync AV Display en Apple 20-inch ColorSync AV Display.
De productie van de AV-varianten werd gestopt in november 1998. De modellen zonder multimediamogelijkheden bleven nog beschikbaar tot januari 1999.

## Specificaties
| Naam                       | Schermgrootte (diagonaal)         | Type CRT  | Resoluties                                                                  | Connector | Jaartal           |
| -------------------------- | --------------------------------- | --------- | --------------------------------------------------------------------------- | --------- | ----------------- |
| AppleVision 1710 Display   | 43 cm (41 cm) 17 inch (16,1 inch) | Trinitron | - 640×480 - 800×600 - 832×624 - 1024×768 - 1152×870 - 1280×1024             | DB-15/ADB | 12/1995 - 08/1997 |
| AppleVision 1710AV Display | 43 cm (41 cm) 17 inch (16,1 inch) | Trinitron | - 640×480 - 800×600 - 832×624 - 1024×768 - 1152×870 - 1280×1024             | DB-15/ADB | 08/1995 - 08/1997 |
| AppleVision 750 Display    | 43 cm (41 cm) 17 inch (16,1 inch) | Trinitron | - 640×480 - 800×600 - 832×624 - 1024×768 - 1152×870 - 1280×1024             | DB-15/ADB | 08/1997 - 10/1997 |
| AppleVision 750AV Display  | 43 cm (41 cm) 17 inch (16,1 inch) | Trinitron | - 640×480 - 800×600 - 832×624 - 1024×768 - 1152×870 - 1280×1024             | DB-15/ADB | 08/1997 - 03/1998 |
| AppleVision 850 Display    | 51 cm (48 cm) 20 inch (19 inch)   | Trinitron | - 640×480 - 800×600 - 832×624 - 1024×768 - 1152×870 - 1280×1024 - 1600×1200 | DB-15/ADB | 05/1997 - 10/1997 |
| AppleVision 850AV Display  | 51 cm (48 cm) 20 inch (19 inch)   | Trinitron | - 640×480 - 800×600 - 832×624 - 1024×768 - 1152×870 - 1280×1024 - 1600×1200 | DB-15/ADB | 05/1997 - 03/1998 |

| Naam                         | Schermgrootte (diagonaal)         | Type CRT  | Resoluties                                                                  | Connector | Jaartal           |
| ---------------------------- | --------------------------------- | --------- | --------------------------------------------------------------------------- | --------- | ----------------- |
| 17-inch ColorSync Display    | 43 cm (41 cm) 17 inch (16,1 inch) | Trinitron | - 640×480 - 800×600 - 832×624 - 1024×768 - 1152×870 - 1280×1024             | DB-15/ADB | 11/1997 - 01/1999 |
| 17-inch ColorSync AV Display | 43 cm (41 cm) 17 inch (16,1 inch) | Trinitron | - 640×480 - 800×600 - 832×624 - 1024×768 - 1152×870 - 1280×1024             | DB-15/ADB | 03/1998 - 11/1998 |
| 20-inch ColorSync Display    | 51 cm (48 cm) 20 inch (19 inch)   | Trinitron | - 640×480 - 800×600 - 832×624 - 1024×768 - 1152×870 - 1280×1024 - 1600×1200 | DB-15/ADB | 11/1997 - 01/1999 |
| 20-inch ColorSync AV Display | 51 cm (48 cm) 20 inch (19 inch)   | Trinitron | - 640×480 - 800×600 - 832×624 - 1024×768 - 1152×870 - 1280×1024 - 1600×1200 | DB-15/ADB | 03/1998 - 11/1998 |